# República Socialista Federativa Soviética da Rússia
A República Socialista Federativa Soviética da Rússia ou República Socialista Federativa Soviética Russa (em russo: Российская Советская Федеративная Социалистическая Республика; romaniz.: Rossiyskaya Sovetskaya Federativnaya Sotsialisticheskaya Respublika), também conhecida como Rússia Soviética foi a república constituinte da União Soviética. A RSFS da Rússia consistia em 16 repúblicas autônomas, cinco oblasts autônomos, dez okrugs autônomos, seis krais e quarenta oblasts. Sua capital era Moscou, tendo como centros urbanos mais importantes Leningrado, Novosibirsk, Ecaterimburgo, Níjni Novgorod e Samara.
A República Soviética Russa foi proclamada no dia 7 de novembro de 1917, na Revolução de Outubro como o primeiro Estado soberano constitucionalmente socialista do mundo. Sua primeira constituição foi adotada em 1918. Em 1922 a RSFS Russa assinou o Tratado de Criação da União Soviética.
Com a criação do novo país, a economia russa industrializou-se fortemente, consumindo dois terços da eletricidade produzida na URSS. Em 1961, era o terceiro maior produtor de petróleo do mundo, atrás apenas dos Estados Unidos e da Arábia Saudita. Em 1974, havia 475 instituições de ensino superior na república, fornecendo educação em 47 idiomas para 23 941 000 estudantes. Os serviços de saúde eram fornecidos por uma rede de saúde do governo organizada territorialmente. Depois de 1985, as políticas de reestruturação implementadas pelo governo de Mikhail Gorbachev aumentaram a liberdade econômica, já que a economia tornara-se estagnada desde o final da década de 1970, com a introdução de empresas não-estatais, tais como cooperativas. Os efeitos das políticas de mercado levaram à falência de diversas empresas e uma instabilidade total em 1990.
No dia 12 de junho de 1990, a RSFS Russa declarou sua soberania estatal. Em 12 de junho do ano seguinte, Boris Iéltsin foi eleito o presidente da república. Em 8 de dezembro de 1991, os chefes de governo da RSFS Russa, RSS Ucraniana e RSS Bielorrussa assinaram o Pacto de Belaveja, que declarava a dissolução da União Soviética por seus Estados fundadores e criava a Comunidade dos Estados Independentes (CEI). Em 12 de dezembro do mesmo ano, o acordo foi ratificado pelo parlamento russo; portanto, a RSFS Russa dissolvia o Tratado de Criação da União Soviética e declarava a independência do país em relação à URSS. Em 25 de dezembro de 1991, após a renúncia de Gorbachev, a RSFS Russa foi renomeada Federação Russa, restabelecendo o Estado soberano. No dia seguinte, a URSS se auto-dissolveu. Após este acontecimento, a Rússia declarou que assume os direitos e deveres do governo central soviético dissolvido, incluindo sua qualidade de membro da ONU.
A nova constituição russa, adotada no dia 12 de dezembro de 1993, após uma crise constitucional, aboliu o sistema soviético em sua integridade.

## História
A RSFSR foi estabelecida como um Estado não reconhecido juridicamente em 7 de novembro de 1917, na revolução russa. Em 10 de julho de 1918, através da Constituição russa de 1918, a RSFSR foi oficialmente  aprovada.
No ano de 1922, constituiu, junto com a RSS da Ucrânia, a RSS da Bielorrússia e a RSFS Transcaucasiana, a União Soviética, oficializada tal união por meio da Constituição Soviética de 1924.
A Constituição Soviética de 1924, caracterizava a RSFSR como um Estado laico. Com a chegada de Nikita Khrushchov ao poder, os sacerdotes obtiveram mais liberdade religiosa, ainda que a um nível baixíssimo.
Na década de 1950, as fronteiras da RSFSR sofreram suas últimas mudanças significativas.
Em 26 de abril de 1954, “em homenagem ao 300º aniversário da reunificação da Ucrânia e da Rússia”, o Oblast da Crimeia foi transferida da RSFSR para a RSS da Ucrânia.
Em 16 de julho de 1956, a RSS Carelo-Finlandesa foi transformada novamente na RSSA da Carélia como parte da RSFSR.
Parte dos territórios da RSFSR na fronteira com a RSS do Cazaquistão foi transferida para esta.
A RSFS da Rússia se separou da URSS em 12 de dezembro de 1991, catorze dias antes de que a URSS deixasse de existir. Assim, o sistema socialista soviético foi extinguido e iniciou reformas econômicas e políticas, mudando seu nome para Federação Russa e criando a Comunidade de Estados Independentes (CEI), que agrupava as ex-repúblicas soviéticas (com exceção da Estônia, Letônia e Lituânia).